# Vedius Pollion
Vedius Pollion (en latin Publius Vedius Pollio) est un richissime homme d'affaires romain contemporain d'Auguste, mort en 15 av. J.-C., qui soutint son ascension au principat, et qui est réputé pour sa cruauté envers ses esclaves.

## Biographie
Fils d'affranchi, admis grâce à sa fortune dans l'ordre équestre, ce Vedius Pollion est aujourd'hui un peu mieux connu grâce à l'archéologie (et l'épigraphie). Une inscription atteste qu'il fit édifier un temple d'Auguste à Bénévent, peut-être sa ville natale. Des timbres d'amphores montrent qu'il était propriétaire de vignobles, non seulement dans la région de Potenza, mais aussi dans les îles Égéennes de Chios et de Cos, et qu'il fut fournisseur de vin, entre autres, du roi Hérode le Grand. Ses séjours en Grèce et en Asie Mineure ont laissé comme traces au moins trois inscriptions honorifiques de base de statue : à Athènes, près du temple d'Athéna Nikè (« Le Peuple à Publius Vedius Pollio fils de Pollio ») ; à Ilion-Troie (« Le Conseil et le Peuple à Publius Vedius Pollio ») ; à Didymes, dans le temple d'Apollon (« Le Peuple des Milésiens à Publius Vedius Pollio pour ses bienfaits »). La cité de Tralles émit des monnaies issues de deux coins différents avec son buste et son nom. 
D'autre part, on conserve un édit promulgué par Paullus Fabius Persicus, proconsul de la province d'Asie sous le règne de Claude, édit probablement datable de l'an 44, et relatif aux finances de la cité d'Éphèse, qui fait référence à des dispositions prises quelque soixante-dix ans plus tôt par Vedius Pollion au nom d'Auguste, à propos des cultes de cette cité, et en particulier des salaires des prêtres et des concours sacrés pentétériques : « Paullus Fabius Persicus, prêtre [...], proconsul d'Asie, a promulgué au nom de Tibérius Claudius César Auguste Germanicus lui-même un édit bienfaisant pour la cité d'Éphèse et toute la province [...] en accord avec les dispositions prises par Vedius Pollion, qui furent confirmées par le divin Auguste (constitutio Vedi Pollionis a divo Augusto confirmata) ». Vedius Pollion avait probablement été envoyé en Grèce et en Asie Mineure juste après la bataille d'Actium (31 av. J.-C.) pour y organiser les cultes consacrés à Auguste ; il aurait bénéficié alors d'une escorte proconsulaire, sans en avoir formellement le titre (il n'était pas sénateur), avant l'installation d'un proconsul d'Asie régulier. 
Témoignage de l'importance du personnage et de ses affaires en Égée et en Asie Mineure occidentale, « il a, jusqu'en 17 av. J.-C., bénéficié du privilège de ne pas acquitter de portorium en Asie. Après cette date, il ne conserve d'immunité douanière que pour les premiers 10 000 deniers acheminés ou importés, étant la seule personne privée à être citée nommément dans les dispositions fiscales de la lex portoria ». Il y eut ensuite à Éphèse une riche famille appelée les « Publii Vedii » qui entra au sénat sous le règne d'Antonin le Pieux, et également des Vedii à Nicomédie, à Iasos et à Cos : le nom a peut-être été transmis par un des affranchis de P. Vedius Pollio.
Il est probable qu'il faille déjà le reconnaître dans le P. Vedius, ami de Pompée, que Cicéron rencontre à Laodicée du Lycos en 50 av. J.-C. : « [...] J'ai su tout ça de P. Vedius, qui est un grand étourdi, mais ami de Pompée. Il est venu au-devant de moi avec deux chariots, un char attelé de chevaux, une litière, et un si grand nombre d'esclaves que si Curion fait passer sa loi, Vedius sera certainement taxé à plus de cent mille sesterces. Il y avait de plus un cynocéphale sur un de ses chariots ; on y voyait même des onagres. Je n'ai vu de ma vie un homme si insensé. Mais écoute le reste. Il logea à Laodicée chez Pompeius Vindullus, et y laissa ses effets lorsqu'il vint me trouver. Pendant ce temps mourut Vindullus, dont les biens devaient passer à Pompée. C. Vennonius, étant allé mettre le scellé sur les biens de Vindullus, tomba sur ce qui appartenait à Vedius : il y trouva cinq portraits de nos dames romaines, dont celui de la sœur de ton ami (Brutus), qui devrait mieux choisir les siens, et de la femme de ce mari commode (Lépide) qui prend tout avec tant d'indolence ». 
À sa mort, Vedius Pollion fit des legs à beaucoup de citoyens, mais transmit la majorité de ses biens, dont sa villa du Pausilippe, à Auguste, avec le vœu qu'on construisît avec son argent un monument splendide au peuple romain. L'empereur, sous prétexte de préparer cette entreprise, fit raser la résidence de Pollion à Rome, qui se trouvait sur l'Oppius, et fit construire à la place le Portique de Livie ; son véritable objectif aurait été qu'il ne restât rien dans la ville qui rappelât le souvenir du sinistre personnage. Ce dernier portique figure sur deux fragments conservés de la Forma Urbis ; sa superficie atteint 11 500 m2, ce qui donne une idée de la dimension palatiale de la maison de Pollion qu'il a remplacée.

## L'anecdote des murènes

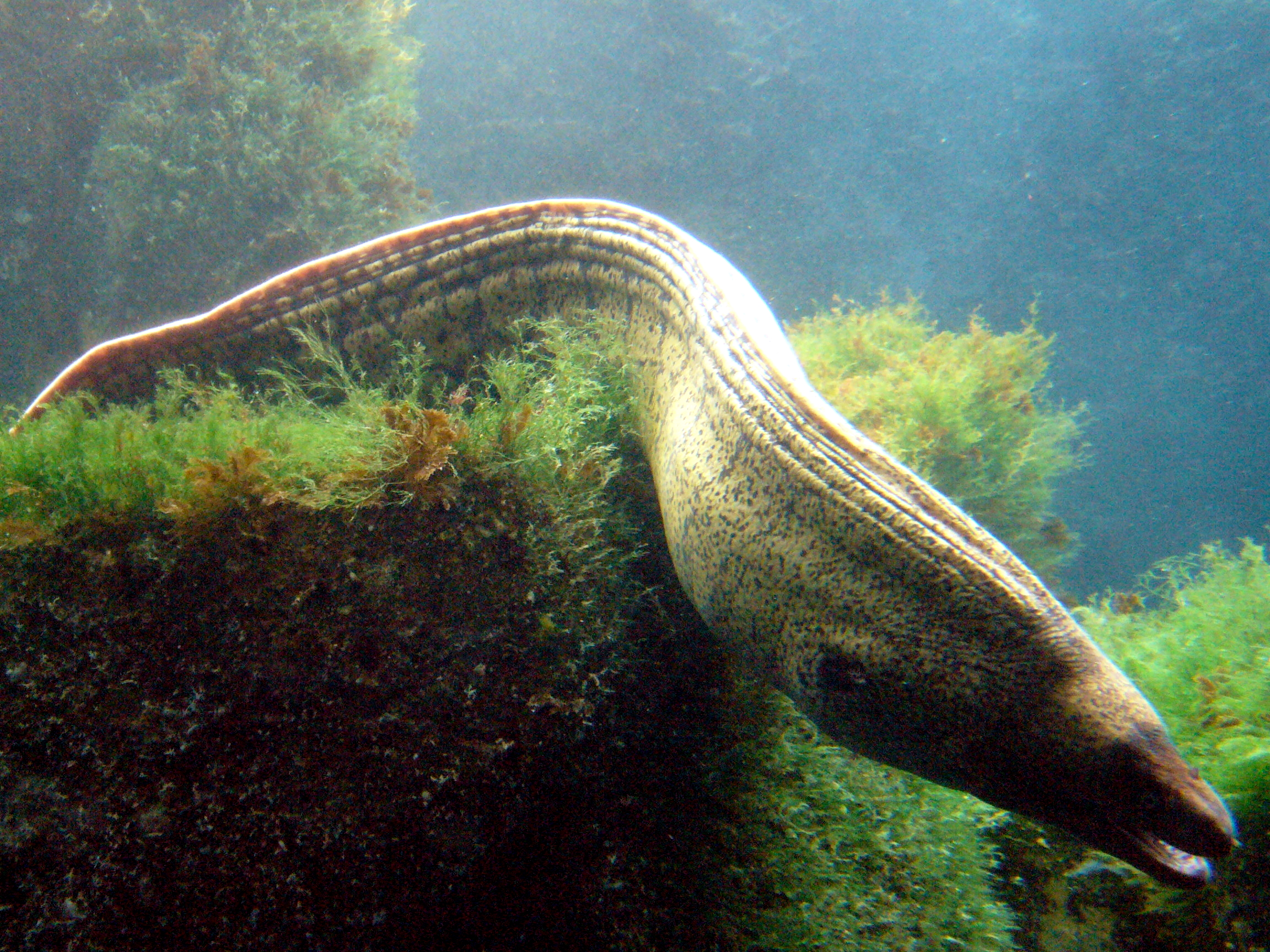
Une murène commune.

On rapporte de lui le fait suivant : un jour qu'il recevait Auguste à dîner, un des esclaves qui faisaient le service brisa une coupe en cristal ; il donna l'ordre de le jeter dans le vivier où il nourrissait d'énormes murènes ; l'esclave échappa à ceux qui le maintenaient et se jeta aux pieds d'Auguste, demandant seulement la grâce de mourir autrement qu'en étant dévoré par les murènes ; Auguste tenta d'abord de dissuader Pollion de commettre ce forfait, et devant son refus il se fit apporter tous les vases précieux que possédait son hôte et les fit briser devant lui jusqu'au dernier ; d'autre part, il fit combler le bassin aux murènes. Selon Dion Cassius, renonçant à s'emporter pour un seul vase en considérant la perte de tous les autres, et ne pouvant punir son esclave pour un acte qu'Auguste avait commis lui aussi, Vedius Pollion se résigna à l'épargner. Le même auteur présente d'ailleurs comme une habitude de Pollion le fait de nourrir ses murènes en leur jetant les esclaves qu'il condamnait à mort ; Pline l'Ancien dit la même chose, en précisant que Pollion appréciait le spectacle.